# 何琚
何琚（1513年—？），字佩甫，號他山，福建泉州府晉江縣人，民籍，明朝政治人物。

## 生平
嘉靖十九年（1540年）庚子科福建鄉試第三十名舉人。嘉靖二十六年（1547年）中式丁未科會試第二百九十七名，登第三甲第二百零七名進士。吏部觀政，授官刑部主事。司职提牢，关心人犯。同榜进士杨继盛因直谏下狱，何琚周旋慰藉，不顾自身安危。迁员外郎，卒于京师。道光《晋江县志》有传。

## 家族
曾祖何祜，州同知；祖父何德仁；父何聰，母梁氏。慈侍下。兄何琦。